# Dysphania balistaria
Dysphania balistaria är en fjärilsart som beskrevs av Achille Guenée 1858. Dysphania balistaria ingår i släktet Dysphania och familjen mätare. Inga underarter finns listade i Catalogue of Life.